# 福崎町立神崎郡歴史民俗資料館
福崎町立神崎郡歴史民俗資料館（ふくさきちょうりつかんざきぐんれきしみんぞくしりょうかん）は兵庫県神崎郡福崎町にある博物館。1886年（明治19年）竣工の洋風建築である旧郡役所の保存と活用および地域文化振興を目的として1982年（昭和57年）10月に開館した。
正面玄関に据えられた、上端にアカンサスの葉が彫刻された典型的なコリント式の円柱・角柱等は西洋の新古典主義建築の様式を取り入れたもので、また館内の郡長室であった部屋には洋式暖炉が設置されているなど、この地域の明治の文明開化を象徴する建造物でもあった。
ひょうごっ子ココロンカードの対象施設になっている。

## 歴史
- 1886年（明治19年） - 神東・神西郡役所として、神東郡西田原村辻川（現在の福崎町西田原辻川）に竣工
- 1896年（明治29年） - 神崎郡役所に改称
- 1926年（大正15年） - 郡役所としての使用を終える
- 1982年（昭和57年）3月 - 国および地方自治体の助成をうけて現在地に移建される
- 1982年（昭和57年）10月 - 福崎町立神崎郡歴史民俗資料館として開館
- 1987年（昭和62年）3月 - 兵庫県指定有形文化財に指定される
- 2014年（平成26年）：年間入館者数が1万人を超えた[1]。

明治29年発行の神東神西郡（神崎郡の旧称）沿革考によれば
明治十九年一月十八日坤第二八号を以て仮庁舎狭隘にして事務上不便に付郡内有志者より金七百五拾円西田原村より敷地弐百四拾弐坪献納せしに付地方税と併せ新築相成度旨上申三月十一日西田原村第百十八番地に庁舎建築の義庁議議決定三月十八日建築工事請負方入札を以て飾東郡姫路市古二階町中島林平に命せられ直に着手同年七月二十二日竣工同月二四日兵庫県令内海忠勝代理大書記官牧野紳顕氏臨場開庁の典を挙行せられ同月二十六日より開庁す庁舎敷地反別九畝五歩建築費其の他弐千弐拾九円拾四銭内(地方税千二百円寄付金八百二十九円十四銭、明治二十一年七月二四日午後九時半本庁楼上大屋根俄然墜落に付地方税を以て直に修繕を加ふ、
とある。
別に、同町南田原八反田集落の伝承によれば、請負中島林平とは後の姫路中島組の初代代表であり、実際にこの庁舎を下請けとして建築したのは八反田生まれの寺社大工中村密太郎（当時23歳）で、彼は2年後の大屋根落下事故のとき、所有の田畑を売り全額賠償したとのことである。なお中村密太郎とは、明治43年に姫路城大修理を請負った姫路市橋之町寺社大工中村組棟梁である。（一部資料に中島密太郎とあるのは上記事実の混同。）

## 建築概要
- 竣工 - 1886年
- 施工 - 中島林平
- 建設費 - 2,029円14銭
- 構造 - 木造、地上2階、寄棟造、瓦葺き、下見板張り、花崗岩基礎
- 延床面積 - 343.42m2
  - 事務室 - 18.93m2
  - 収蔵室 - 40.90m2
  - 展示準備室 - 15.14m2
  - 展示室 - 99.15m2
  - 旧郡長室 - 16.52m2
  - 2階多目的学習室 - 98.02m2
  - ポーチ・バルコニ - 12.54m2
  - トイレ - 3.36m2
  - その他 - 38.86m2
- 所在地 - 〒679-2204 兵庫県神崎郡福崎町西田原1038-12

## 交通アクセス
- JR播但線 福崎駅 徒歩30分

## 周辺情報
- 柳田國男生家・柳田國男記念館（隣接）
- 三木家住宅・旧辻川郵便局
- 神積寺
- 應聖寺
- 七種の滝